# Dušan Bućan
Dušan Bućan (Zagreb, 28. rujna 1976.) je hrvatski kazališni, televizijski i filmski glumac te voditelj.

## Životopis
Dramski je prvak ansambla drame Hrvatskog narodnog kazališta u Zagrebu.
Jedan od dvadeset potpisnika pisma upućenog zagrebačkom gradonačelniku Milanu Bandiću, u kojemu izražavaju svoju zabrinutost imenovanjem Zlatka Hasanbegovića članom Kazališnog vijeća HNK Zagreb.

## Filmografija

### Televizijske uloge
- "Bogu iza nogu" kao Viktor Labudović (2022.)
- "Metropolitanci" kao Ernest Pavlek (2022.)
- "Dnevnik velikog Perice" kao Josip Žnidaršič - Žnida (2021.)
- "Zvijezde pod hipnozom" kao voditelj (2019.)
- "Farma" kao voditelj
- "Tvoje lice zvuči poznato" kao Dušan Bućan (2014.)
- "Počivali u miru" kao Domagoj Majetić (2013.)
- "Nedjeljom ujutro, subotom navečer" kao Goc (2012.)
- "Jugoslavenske tajne službe" kao Aleksandar Ranković (2012.)
- "Zvijezde pjevaju" kao Dušan Bućan (2011.)
- "Lov u mutnom" (TV pilot) kao Crni (2010.)
- "Mamutica" kao muškarac (2009.)
- "Bitange i princeze" kao Agent 003 (2008. – 2010.)
- "Urota" kao Kešić (2007.)
- "Naša mala klinika" kao Petar Peki Mesojed (Mesar iz Sesveta) (2007.)
- "Cimmer Fraj" kao Nikša Brnjica (2007.)
- "Luda kuća" kao Miroslav (2007.)
- "Bumerang" kao Kristijan "Kiki" Horvat (2005. – 2006.)
- "Ljubav u zaleđu" kao Joža Farkaš (2005. – 2006.)
- "Zabranjena ljubav" kao Muha (2004.)

### Filmske uloge
"Posljednji Srbin u Hrvatskoj" kao Dejan Drakula (2019.)
- "Max Schmeling" kao novinar (2010.)
- "Zagrebačke priče" (2009.)
- "Nije bed" kao Dule (2004.)
- "Pos'o je dobar, a para laka" (2000.)
- "Crvena prašina" kao vojni policajac (1999.)

### Sinkronizacija
- "Cvrčak i Mravica" kao Ernest (2023.)
- "Petar Zecimir: Skok u avanturu" kao Benjamin (2021.)
- "Scooby-Doo!" kao Plavi sokol/Brian Crown (2020.)
- "Princeza Ema" kao Cezar (2019.)
- "Petar Zecimir" kao Benjamin (2018.)
- "Kako je Gru postao dobar" kao Malci (2017.)
- "Superknjiga" kao Adam, Ezav, Jišaj, Bahran i Stjepan (2016.)
- "Tajni život ljubimaca 1, 2" kao Buddy (2016., 2019.)
- "Kako izdresirati zmaja 1, 2, 3" kao Šmrkljo (2010. 2014. 2018.)
- "Snježno kraljevstvo 1" kao Hans (2013.)
- "Čudovišta sa sveučilišta" kao Ivo Faca (2013.)
- "Vesele trojke" (2011.)
- "Rio 1, 2" kao Nico (2011., 2014.)
- "Čudovišna priča u Parizu" kao Raoul (2011.)
- "Princeza i žabac" kao gost u restoranu, gator i Beaux (2009.)
- "Nebesa" kao Alfa (2009.)
- "Princeza sunca" kao Zannanza (2007.)
- "Aladin" (franšiza) kao Aladin (2004.)
- "Barbie kao princeza i seoska djevojčica" kao Princ Julije i Hérve (2004.)
- "Grčka mitologija" (2004.)
- "Dinotopia" (2002.)
- "Ben 10: Alien force" kao Kevin
- "Pokemon Black & White" kao Trip
- "DI-GATA" kao Sven
- "Superheroj Spiderman" kao Eddie

## Nagrade
- Nagrada Hrvatskog glumišta za iznimno ostvarenje mladom umjetniku do 28 godina u drami Proljetno buđenje Franka Wedekinda u izvedbi Teatra Itd, 2002.;
- Nagrada za najboljeg glumca ravnopravno s Hrvojem Zalarom za uloge klaunova Fljufa i Žljufa u predstavi Klauni i lutke u izvedbi Lutkarske scene Ivana Brlić-Mažuranić Zagreb, 2003.

## Vanjske poveznice
- Dušan Bućan u internetskoj bazi filmova IMDb-u (engl.)
- HNK u Zagrebu: Dušan Bućan  Arhivirana inačica izvorne stranice od 3. travnja 2015. (Wayback Machine)